# Tormos (Nyitra)
Tormos (szlovákul: Chrenová) Nyitra városrésze, egykor önálló falu Szlovákiában, a Nyitrai kerületben, a Nyitrai járásban.

## Fekvése
A nyitrai várdombtól délkeletre, a Nyitra folyó bal partján fekszik.

## Története
„Teremus” települést IV. Béla király 1248-ban kelt oklevele említi először. 1271-ben „Tremos” néven említik. Mai magyar neve valószínűleg az egykori Chren (Herény) alakból fejlődött ki.[forrás?] A 13. században királyi birtokként Nyitra várának faluja volt. A 14. században két faluként (Kis- és Nagytormos) szerepel oklevelekben, Kistormos a nyitrai káptalané, Nagytormos nemesi birtok, később a 19. századig a nyitrai püspökségé. A 13. században a falutól nyugatra kisebb várat építettek, mely 1465-ben Mátyás király huszita  hadjáratában pusztult el. 1663-ban a falut török támadás érte, a templom kincseit Nyitra várába menekítették. 1678-ban Thököly Imre szabadságharca alatt kuruc és török seregek dúlták fel. Lakói főként földműveléssel foglalkoztak.
Vályi András szerint: „TORMOS. Tót falu Nyitra Várm. földes Ura a’ Nyitrai Püspökség, lakosai katolikusok, fekszik Nyitrához közel, és annak filiája; határja jó, mind a’ kétféle fája van, szőlőhegye termékeny, legelője elég, piatza Nyitrán közel.”
Fényes Elek szerint: „Tormos, tót falu, Nyitra vmegyében, Nyitra mellett: 522 kath. lak., termékeny jó határral. F. u. a nyitrai püspök. Ut. p. Nyitra.”
Nyitra vármegye monográfiája szerint: „Tormos, a Nyitra mellett, a várostól keletre fekvő tót falu 858 r. kath. vallásu lakossal, kik közül 80 magyar, a többi tót. Posta-, táviró- és vasúti állomása Nyitra. Földesura a nyitrai püspök volt, kinek itt ma is nagyobb birtoka van. E község már a XIII. században megvolt. A XVI. századból származó feljegyzések „Tornyos” név alatt említik.”
A trianoni diktátumig Nyitra vármegye Nyitrai járásához tartozott. 1930-ban nagy tűzvész pusztított a településen. 1936. május 30-án nagy jégeső károsította meg Nyitrát, valamint Alsó- és Felsőköröskény, Berencs, Cabajcsápor, Csekej, Nagyemőke, Nagycétény, Nyitracsehi, Nyitraegerszeg, Salgó, Tormos, Ürmény, Üzbég, Vicsáp és Apáti, illetve Zobordarázs falvakat.
A község hivatalos szlovák neve 1920-tól Tormoš, 1945 után Chrenová lett. Tormos 1960 óta Nyitra városrésze. A szocializmus évtizedei alatt az egykori község arculata a felismerhetetlenségig megváltozott. Területén építették fel Nyitra egyik legnagyobb lakótelepét.

## Népessége
1880-ban 579 szlovák és 32 magyar anyanyelvű lakosa volt.
1890-ben 769 szlovák és 80 magyar anyanyelvű lakta.
1900-ban 931 szlovák és 60 magyar anyanyelvű lakosa volt.
1910-ben 1111 lakosából 997 szlovák és 109 magyar anyanyelvű lakta.
1921-ben 1049 csehszlovák és 78 magyar lakta.
1930-ban 1569 csehszlovák és 1 magyar lakta.

## Neves személyek
- Itt született 1941-ben Imrich Točka professzor, numizmatikus, kampanológus.

## Nevezetességei
- Tours-i Szent Márton tiszteletére épült temploma az ország egyik legősibb temploma. A régészeti kutatások szerint a 11. században már állt. Mai formáját az 1911. évi Batthyány Vilmos püspök által végeztetett átépítéssel nyerte el.
- Tormos a belváros felől a Nyitra folyón átívelő (Nyitra szálló melletti) gyaloghídon is megközelíthető.
- Konstantin Filozófus Egyetem (szlovákul Univerzita Konštantína Filozofa). Az intézmény elődjét 1959-ben alapították.
- A Szlovák Mezőgazdasági Egyetem (szlovákul Slovenská poľnohospodárska univerzita) épületegyüttesét 1960 és 1986 között építették.
- Az Agrokomplex vásárváros 150 hektáros területén 19 kiállítási csarnok található. Az Agrokomplex mezőgazdasági és élelmiszeripari szakvásárt 1952 óta rendezik meg. Ezenkívül a Nyitrai Autószalon, valamint számos szakvásár és kiállítás helyszíne. A vásárváros területén található az 1983-ban létesített Szlovák Mezőgazdasági Múzeum és skanzen, ahol egy kisvasút is működik a kiállítások idején.[5]

## Külső hivatkozások
- Tormos Nyitra város hivatalos oldalán
- Nyitra város története szóban és képekben
- Tormos Szlovákia térképén